# Burg Treis (Staufenberg)
Die Burg Treis, auch Burg am Wasser genannt, war ein burgartig befestigter Hof am rechten Ufer der Lumda im Staufenberger Stadtteil Treis an der Lumda im Landkreis Gießen in Hessen.

## Geografische Lage
Die Reste der Burg befinden sich in der Hauptstraße 46, gegenüber der Burg Ellhaus auf der nördlichen Seite der Lumda.

## Beschreibung

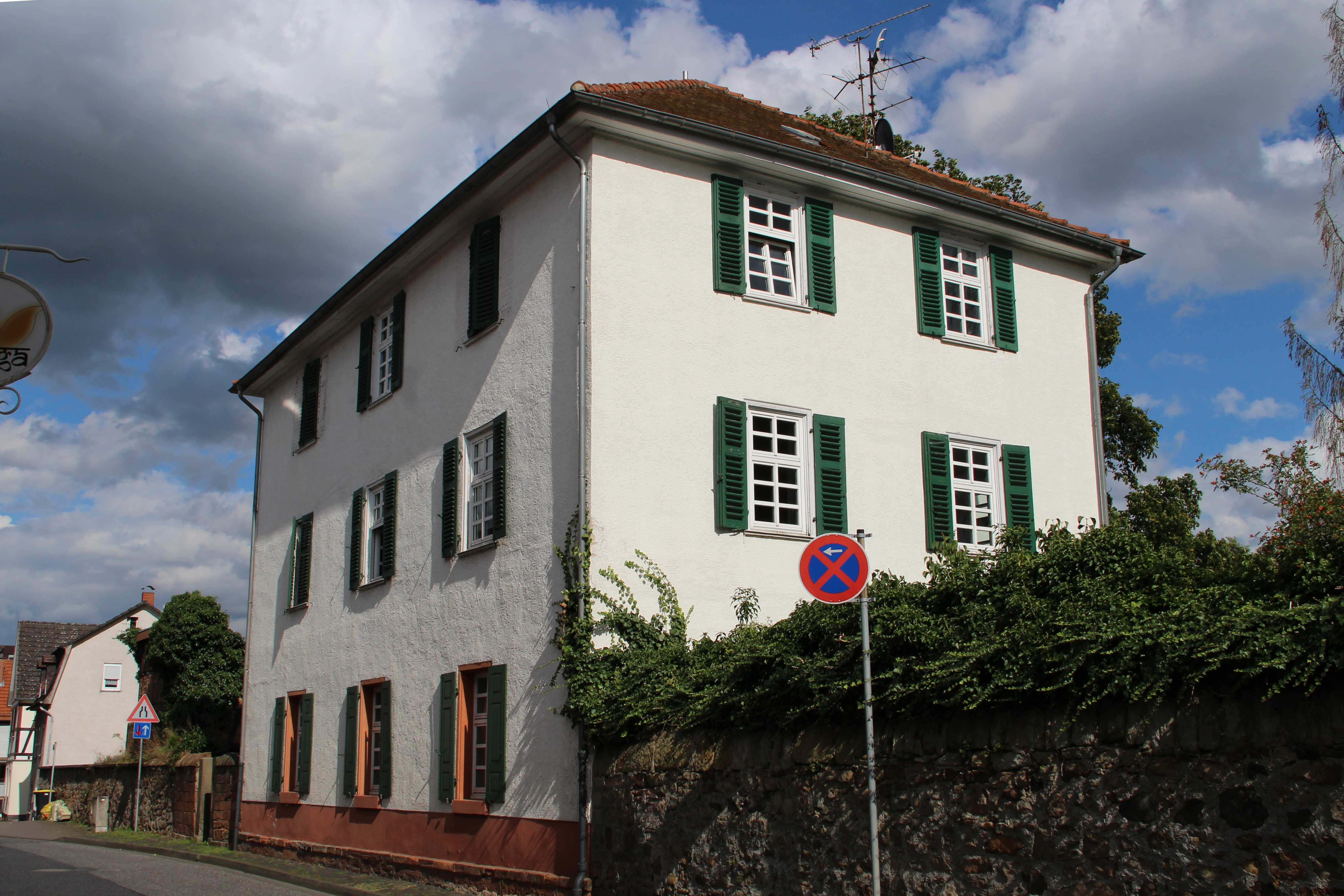
Amtshaus an der Hauptstraße

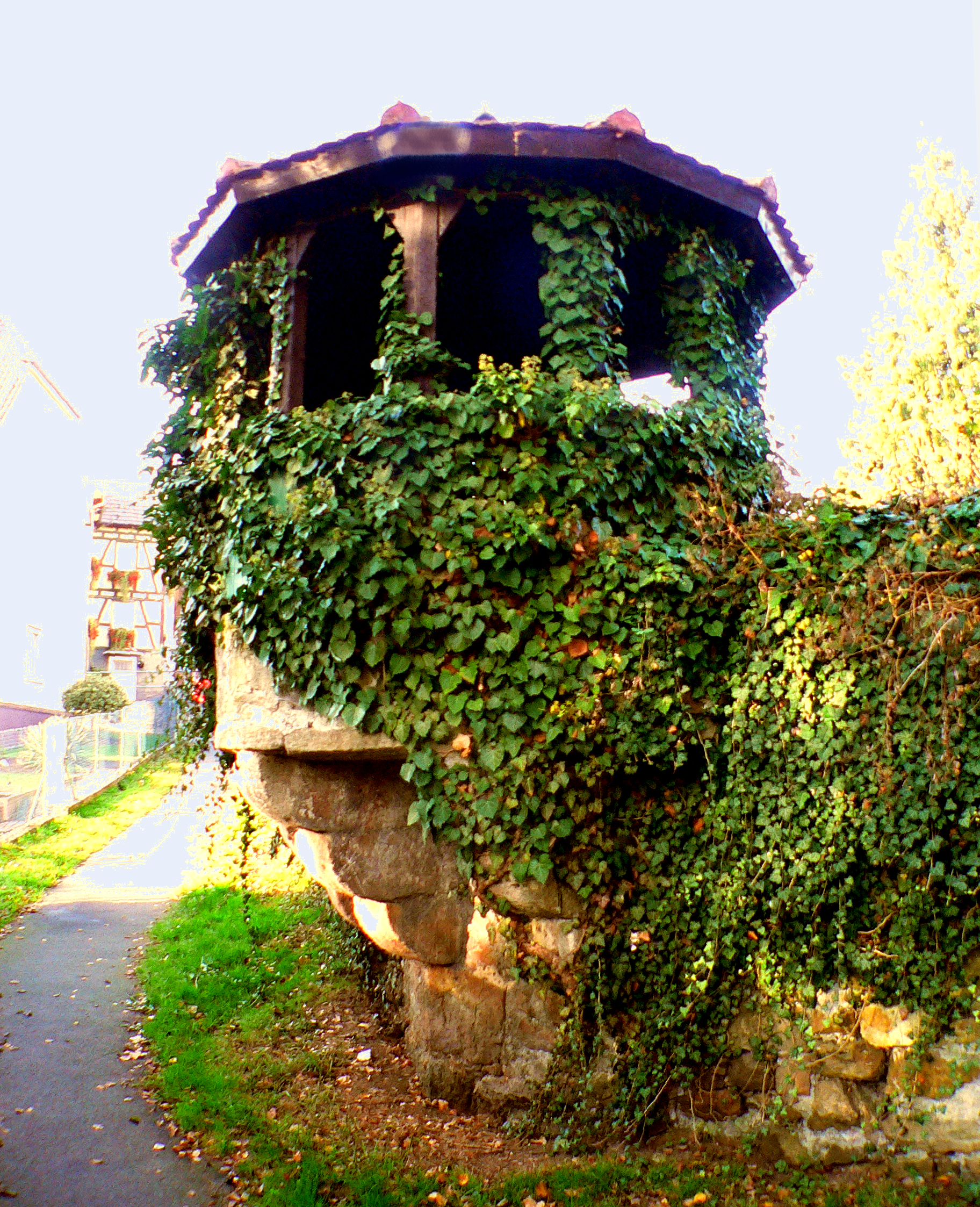
Zur Laube umgebauter Schießerker an der Südwestseite

Zur Geschichte der Burg ist nahezu nichts bekannt. Vermutlich wurde sie in der Mitte des 16. Jahrhunderts durch die ältere Linie der Herren Schutzbar genannt Milchling erbaut.
Im 19. Jahrhundert wurde an der Stelle der ehemaligen Wohngebäude ein Amtshaus errichtet, das bis 1867 dem kurhessischen Justizamt Treis als Amtssitz diente.
Von der ehemals stark befestigten Burganlage zeugen noch die ca. 1,1 Meter starken Ringmauern entlang der Lumda sowie, integriert in ein Häuschen, an der Westseite ein Turm mit Erker und Kragsteinen und an der Südseite ein mächtiger Rundturm, auch „Diebsturm“ genannt. Die Anlage ist in Privatbesitz.